# گندی (فلوریدا)
گندی (به انگلیسی: Gandy) یک منطقهٔ مسکونی در ایالات متحده آمریکا است که در شهرستان پاینلاس، فلوریدا واقع شده‌است. گندی ۴۲٫۹ کیلومتر مربع مساحت و ۲٬۰۳۱ نفر جمعیت دارد و -۳ متر بالاتر از سطح دریا قرار دارد.